# Af-Klima

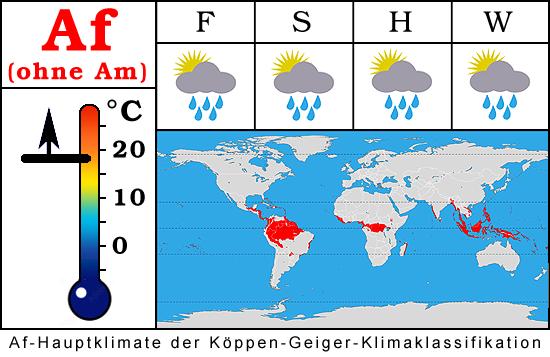
Jeder Monat > 18 °C
ganzjährig feucht

Das Af-Klima – meist Tropisches Regenwaldklima, von Köppen auch „Urwaldklima“ oder „Feuchttropisches Klima“ genannt, in englischsprachigen Veröffentlichungen heute vorwiegend als Tropical wet climate (= Tropische Feuchtklimate) bezeichnet – ist eines der elf Hauptklimate der effektiven Klimaklassifikation nach Köppen & Geiger (1918 bis 1961). Es grenzt die Klimate der tropischen Regenwälder (bzw. bestimmte Bereiche davon, wenn das Am-Klima ausgegliedert wird) nach festgelegten thermischen und hygrischen Grenzwerten ein und untergliedert die Klimaklasse A zusammen mit den Aw/As-Klimaten. Häufig wird das Am-Klima als Nebenform von Af behandelt oder nicht separat ausgewiesen.
Köppens Grenzwerte sind (trotz oder wegen der erheblichen Vereinfachungen im Vergleich mit anderen Systemen) bis heute weltweit die am häufigsten verwendeten Klimaschlüssel in klimageographischen Zusammenhängen.

## Bezeichnung und Klassifikation
Um Verwechslungen mit den Klimaten anderer Systeme oder den „klassischen“ Klimazonen zu vermeiden, empfahl bereits Köppen, vorrangig die kryptischen Bezeichnungen zu verwenden.
Die insgesamt 30 Klima-Untertypen dieses Systems sind durch jeweils zwei oder drei Buchstaben gekennzeichnet, die für bestimmte Wärme- und Wassermangelgrenzen für den Pflanzenwuchs stehen (Schwellenwerte und Andauerzeiten der Temperaturen und Niederschläge). Sie bilden die wesentlichsten klimatischen Ansprüche der großen Pflanzenformationen der Erde ab. Trotz einiger fachlicher Unzulänglichkeiten und etlicher „technischer“ Klimate, die keinen Bezug zu einer hauptsächlichen Vegetation haben, hat sich die Klimakarte von Köppen & Geiger in der Klimageographie weltweit in etlichen (etwa digitalen) Überarbeitungen und Ableitungen etabliert.

### Grenzwerte

, Datengrundlage: 1980–2016

A = Jeder Monat eines Jahres ist wärmer als 18 °C.
f = Alle Monate sind feucht mit meist großen Regenmengen; ganzjährig kommen nur geringe Temperaturschwankungen vor.
(wird zudem eine m-Nebenform unterschieden, hat der trockenste Monat bei f mindestens 60 mm Niederschlagsmenge)

### Ausprägung und Verbreitung Af
Der vorherrschende Vegetationstyp ist der feuchtheiße tropische Regenwald.
Die drei Schwerpunkte mit Af-Klima sind das Amazonasbecken in Südamerika, das zentrale Kongobecken in Afrika und die südostasiatische Inselwelt bis Neuguinea. Darüber hinaus findet es sich in Amerika in sehr kleiner Ausdehnung an der Südwestküste Floridas, vom mittleren Mexiko bis Panama in einzelnen Flächen an den Osthängen der Kordilleren, kleinflächig auf den Antillen – vor allem auf den östlichen Inseln, rund um die Nordanden Kolumbiens, in der Nordhälfte der Guyanas und in drei Einzelflächen nahe der Atlantikküste Nordost-Brasiliens, im Südosten Perus und im Zentrum Boliviens in zwei separaten Flächen, kleinflächig im Südosten Paraguays sowie in zwei Teilgebieten an der Atlantikküste Südost-Brasiliens. In Afrika befinden sich drei relativ kleine Flächen an den Küsten Liberias, Nigerias und Kameruns, ein schmales Gebiet am Nordufer des Victoriasees, auf den inneren Seychellen, einigen Inseln der Komoren und Maritius sowie an der gesamten Ostküste Madagaskars. Im Indischen Ozean im Südwesten Sri Lankas und auf den südlichen Malediven. Auf dem südostasiatischen Festland liegt eine Handvoll sehr kleiner Flächen im Süden Thailands und im zentralen Vietnam. Im tropischen Pazifik liegen fast alle melanesischen, mikronesischen und polynesischen Inseln im Bereich des Af-Klimas; lediglich auf Hawaii kommt es im Inland häufig nicht vor (und Neuseeland liegt bereits in den Mittelbreiten). Das nördlichste Af-Gebiet sind die Bermuda-Inseln und das südlichste die polynesischen Marotiri-Inseln.

#### Beispiele
- Biosphärenreservat Río Plátano, Honduras[8]
- Iquitos, Peru[9]
- Kampala, Uganda[10]
- Toamasina, Madagaskar[11]
- Singapur[12]
- Samoa[13]

## Am-Klima
Das Am-Klima – meist Tropisches Monsunklima, von Köppen auch „Urwaldklima mit scharf ausgeprägter Trockenzeit“ bzw. ... „trotz Trockenzeit“ genannt irreführend oft auf „Monsunklima“ verkürzt, in englischsprachigen Veröffentlichungen heute vorwiegend auch als Tropical monsoon climate bezeichnet – ist eine Nebenform des Af-Klimas. Es wird in etlichen Veröffentlichungen jedoch nicht vom Af-Klima ausgegliedert.

### Grenzwerte
m = Eine Trockenzeit ist (im Einflussbereich des Monsuns) zwar vorhanden, aber nur kurz und wenig effektiv, sodass auch hier noch tropischer Regenwald wachsen kann. Die mittlere Niederschlagsmenge des trockensten Monats beträgt weniger als 60 mm, aber mehr als 4 % der jährlichen Niederschlagsmenge. Die Regenmenge liegt im trockensten Monat zwischen Af und Aw. Das Am-Mischklima kommt etwas seltener vor als der Af-Typ.

### Ausprägung und Verbreitung Am
Der vorherrschende Vegetationstyp sind tropisch immergrüne Saisonregenwälder.
Von grundlegender Bedeutung für das Regionalklima solcher Gebiete ist die durch den warmen Sommermonsun über dem Ozean aufgenommene Luftfeuchtigkeit, die über dem Kontinent und insbesondere vor Hochgebirgen als Monsunregen abregnet. Gäbe es keinen Monsun, wären diese Niederschläge gleichmäßiger über den Jahresverlauf verteilt, was auch das Hauptunterscheidungsmerkmal zwischen einem Monsunklima (sommerfeucht, wintertrocken) und einem subtropischen Klima darstellt, das meistens ohne Auftreten eines Monsuns in diesen geografischen Breiten vorliegen würde.
Die Gebiete mit Am-Klima grenzen fast überall unmittelbar an die Gebiete mit Af-Klima. An der Karibikküste Mittelamerikas ist es der hauptsächliche Klimatyp, der die isolierten Af-Flächen miteinander verbindet. Das großflächigste Gebiet ist ein Halbkreis vom Norden über den Osten nach Süden um die Af-Fläche des Amazonasgebietes. Auch an der Guineaküste Afrikas ist Am weiter verbreitet als Af und verbindet in Zentralafrika das Af-Gebiet am Kongo mit der Westküste. In Asien ist Am an der gesamten Westküste Indiens und an den Westküsten Festland-Südostasiens der einzige feuchttropische Klimatyp, auf den Andamanen und Nikobaren sowie im Süden und Osten der indochinesischen Halbinsel nahezu der einzige. Der gesamte Westen der Philippinen und die südlichen Sundainseln werden vom Am-Klima geprägt, welches sich von dort weiter am Südrand Neuguineas, einem sehr schmalen Streifen von Teilen der Queenslandküste Australiens bis auf einige der randtropischen Inseln Melanesiens erstreckt. Auf den anderen Inseln des Pazifiks finden sich nur sehr kleine Teilflächen, zum Beispiel auf einigen Hawaii-Inseln.

#### Beispiele
- Miami, Florida, USA[15]
- Porto Velho, Rondônia, Brasilien[16]
- Benin City, Nigeria[17]
- Malé, Malediven[18]
- Chittagong, Bangladesch[19]
- Semarang, Java, Indonesien[20]

## Vergleiche
Das „Tropische Feuchtklima“ Ar nach Trewartha wird über die Temperatur des kältesten und die Zahl der trockenen Monate definiert und die „Tropischen Regenklimate“ V.1. nach Troll & Paffen über die Anzahl der humiden Monate und die natürliche Vegetation. Eine Unterscheidung wie zwischen Af und Am wird nicht vorgenommen.
Die tropisch-feuchten Klimate aller Klimaklassifikationen decken sich weitgehend mit dem tatsächlichen Verbreitungsgebiet der Vegetationszone Tropischer Regenwald, wobei Köppens Af/Am-Klimate eher zu geringe Flächenanteile umfassen.